# Liste der Kulturdenkmäler in Seffern
In der Liste der Kulturdenkmäler in Seffern sind alle Kulturdenkmäler der rheinland-pfälzischen Ortsgemeinde Seffern aufgeführt. Grundlage ist die Denkmalliste des Landes Rheinland-Pfalz (Stand: 27. Juni 2022).

## Denkmalzonen
| Bezeichnung                           | Lage                                    | Baujahr | Beschreibung | Bild |
| ------------------------------------- | --------------------------------------- | ------- | --- | ---- |
| Denkmalzone Hauptstraße/Brückenstraße | Hauptstraße 9, 12, Brückenstraße 2 Lage | um 1900 | Gebäudegruppe bei der Einmündung der Brückenstraße in die Hauptstraße, um 1900: Hauptstraße 12 historistischer Bau, Hauptstraße 9 Wohnhaus mit Laden, wohl um 1820; Brückenstraße 2, Gasthaus bezeichnet 1811, 1903 erweitert | BW   |

## Einzeldenkmäler
| Bezeichnung                            | Lage                                           | Baujahr                              | Beschreibung | Bild                           |
| -------------------------------------- | ---------------------------------------------- | ------------------------------------ | --- | ------------------------------ |
| Wohnhaus                               | Bachstraße 3 Lage                              | letztes Viertel des 18. Jahrhunderts | Unterstallhaus, letztes Viertel des 18. Jahrhunderts; ortsbildprägend | BW                             |
| Brücke                                 | Brückenstraße Lage                             | 1821                                 | Brücke über die Nims; dreibogiger Sandsteinquaderbau, bezeichnet 1821; Wegekreuz in der Brüstungsmauer                                                                   | Fotos hochladen                |
| Wegekreuz                              | Brückenstraße Lage                             | 1753                                 | barockes Schaftkreuz, bezeichnet 1753, am linken Nimsufer in die Brüstungsmauer der Brücke eingebunden                                                                   | weitere Bilder Fotos hochladen |
| Wohnhaus                               | Brückenstraße, neben Nr. 4 Lage                | 1822                                 | ehemaliges Flurküchenhaus, bezeichnet 1822, Backhaus | BW                             |
| Wohnhaus                               | Brückenstraße 7 Lage                           | zweite Hälfte des 19. Jahrhunderts   | Wohnhaus, zweite Hälfte des 19. Jahrhunderts, Holzschuppen | BW                             |
| Katholische Pfarrkirche St. Laurentius | Hauptstraße Lage                               | 1852/54                              | romanisierender Sandsteinquaderbau, 1852/54, Architekt Kreisbaumeister Wolff; mit Ausstattung; in der Kirchhofmauer Gedenkkreuz, südlich der Kirche neuromanischer Altar | weitere Bilder Fotos hochladen |
| Kreuz                                  | Hauptstraße, vor der Kirche Lage               | 1553                                 | Kruzifix, Rotsandstein, bezeichnet 1553 | weitere Bilder Fotos hochladen |
| Quereinhaus                            | Hauptstraße 4 Lage                             | Mitte des 18. Jahrhunderts           | Quereinhaus, Mitte des 18. Jahrhunderts | BW                             |
| Kreuz und Spolie                       | Hauptstraße, an Nr. 11 Lage                    | um 1750                              | Kruzifix, wohl um 1750; ehemaliger Türsturz | BW                             |
| Werkstatt                              | Hauptstraße, zu Nr. 17 Lage                    | vor 1900                             | ehemalige Steinmetzwerkstatt; Rotsandsteinquaderbau, vor 1900 | BW                             |
| Epitaph                                | Hauptstraße, bei Nr. 19 Lage                   | um 1809                              | Epitaph, Sandstein, um 1809 | BW                             |
| Friedhofskreuz                         | Hauptstraße, Ecke Brühlstraße Lage             | 1694                                 | ehemaliges Friedhofskreuz; Abschlusskreuz und Assistenzfiguren, bezeichnet 1694                                                                                          | BW                             |
| Ölmühle                                | Zur Ölmühle 2 Lage                             | 1789                                 | ehemalige Ölmühle; winkelförmige Anlage, bezeichnet 1789, im 19. und 20. Jahrhundert um- und ausgebaut, Wirtschaftstrakt bezeichnet 1860                                 | BW                             |
| Wegekreuz                              | nördlich des Ortes an der L 5 Lage             | 1718                                 | reliefiertes Schaftkreuz, bezeichnet 1718 | BW                             |
| Wegekreuz                              | nördlich des Ortes, bei der Marienkapelle Lage | 18. Jahrhundert                      | Schaftkreuz, 18. Jahrhundert, Nischenkopf vom Ende des 19. Jahrhunderts                                                                                                  | BW                             |
| Skulptur und Spolie                    | nördlich des Ortes, in der Marienkapelle Lage  |                                      | Marienskulptur; ehemaliger Scheitelstein, bezeichnet 1892 | BW                             |